# Netsujō
Netsujō (熱情? lett. "passione") è un manga yaoi scritto da Shinobu Gotō e disegnato da Shōko Takaku, pubblicato dalla Tokuma Shoten in quattro volumi dal 25 settembre 2002 al 25 novembre 2006.
La storia segue le avventure e i coinvolgimenti sentimentali tra Shima, sensei di una scuola superiore maschile, Hikaru, uno dei suoi studenti, e l'ex amante di Shima il cui nome è Amamiya e che insegna anche lui nello stesso istituto. Nella prima parte Hikaru è ancora uno studente liceale, mentre nella seconda si è laureato e sta destreggiandosi alla ricerca d'un lavoro che gli possa consentire una minima autonomia economica per portar avanti con tranquillità il suo rapporto con Shima, ancora non così perfettamente solido come potrebbe apparire superficialmente.

## Personaggi
Hikaru Umino
Uno sfacciato ma anche un po' ingenuo studente di liceo al principio del racconto; è stato segretamente innamorato del suo insegnante per oltre un anno prima di trovare il coraggio di dichiararsi. Innocente e semplice, quasi come fosse ancora un bimbetto delle elementari.
Anche se risulta essere molto popolare con le ragazze, non sembra dimostrare il benché minimo interesse nei loro confronti: lui ama difatti solamente il suo sensei, che non esita a definirlo come un "cucciolo" bisognoso d'affetto.
Kuniaki Shima
Insegnante nella stessa scuola frequentata da Hikaru, ma non suo prof, da sei anni: per sua stessa ammissione la sua maggior imperfezione è quella d'esser molto geloso e possessivo.
Ryuuichi Amamiya
ex-amante di Shima e suo collega: amici fin da quando erano bambini, si son innamorati l'uno dell'altro ai tempi del liceo. Ha una personalità da tipico playboy che fa strage di cuori, sia maschili che femminili; sentendosi soffocato dalle attenzioni troppo pesanti dimostrate da Kuniaki lo ha lasciato.
Nonostante tutto ciò continua ad essere estremamente protettivo nei confronti del suo ex-fidanzato, e fa di tutto per cercar d'ottener nuovamente il suo amore esclusivo, soprattutto dopo essersi reso conto del rapporto romantico che ha instaurato con Hikaru.
Chihaya Morikawa
Lavora all'infermeria scolastica: paziente ed equilibrata, ma anche astuta e civettuola. Impara presto come motivare e manipolare Ryuuichi.
Tsukasa Katayama
Provvisoria ed improbabile fidanzata di Hikaru all'università. Un tipo davvero molto opportunista, frequenta Hikaru solamente perché al momento non riesce a trovare nessuno di migliore.
Mami Onodo
Compagna di classe di Hikaru, ha una cotta segreta per lui da prima che si laureasse, ma essendo incredibilmente timida non è mai riuscita a farsi capire. D'altra parte Hikaru vive felicemente ignaro dei suoi sentimenti verso di lui.
Nagisa
Un uomo più grande che lavora assieme ad Hikaru e ad altri studenti presso una caffetteria: si dimostra sempre molto affettuoso nei confronti di Hikaru e cerca chiaramente d'iniziare una relazione con lui, ma il ragazzo sembra non accorgersene minimamente.

## Light novel
Nel 2008 l'autore ha pubblicato anche un romanzo illustrato che narra le vicende della prima parte del manga, intitolato semplicemente Netsujō (熱情?).